# La Lagunita, Guanajuato
La Lagunita är en ort i Mexiko.   Den ligger i kommunen Atarjea och delstaten Guanajuato, i den centrala delen av landet, 210 km norr om huvudstaden Mexico City. La Lagunita ligger 2 056 meter över havet och antalet invånare är 141.
Terrängen runt La Lagunita är lite bergig. Runt La Lagunita är det ganska glesbefolkat, med 22 invånare per kvadratkilometer. Närmaste större samhälle är El Frontoncillo, 13,5 km söder om La Lagunita. Omgivningarna runt La Lagunita är i huvudsak ett öppet busklandskap.